# 黑噪钟鹊
黑噪钟鹊（学名：Strepera fuliginosa），是雀形目燕鵙科的一种鸟类。
黑噪钟鹊体重约375.46克，翼长约255.1毫米，嘴峰长约66.5毫米，喙宽度约13.5毫米，喙厚度约21.7毫米，跗蹠长约57.4毫米，尾长约174.7毫米。黑噪钟鹊在其分布区内为留鸟，其栖息在密集的高大树木组成的森林中，食性为肉食性。

## 亚种
- ：分布于澳大利亚塔斯马尼亚。
- ：分布于弗林德斯岛。
- ：分布于金岛。[4]